# Il'ja Borodin
Il'ja Aleksandrovič Borodin (in russo Илья Александрович Бородин?; 14 febbraio 2003) è un nuotatore russo, specializzato nei misti.

## Biografia
Si è messo in mostra a livello giovanile al XV Festival olimpico della gioventù europea di Baku 2019, vincendo l'oro nei 200 e 400 metri misti e nella staffetta 4×100 metri misti mista e l'argento nella staffetta 4×100 metri stile libero.
Nel 2021 si è laureato campione continentale agli europei di Budapest 2020 nei 400 metri misti, terminando la gara avanti all'italiano Alberto Razzetti e al britannico Max Litchfield. Nell'occasione, grazie al tempo di 4'10"02, ha realizzato il record mondiale under-20.
A causa della squalifica della Russia per doping di stato ha gareggiato sotto i colori della Federazione russa di nuoto ai mondiali in vasca corta di Abu Dhabi 2021, dove ha vinto l'argento nei 400 m misti.
Nel 2025 vince la sua prima medaglia ai mondiali in vasca lunga, salendo sul terzo gradino del podio nei 400 metri misti ai mondiali di Singapore.

## Palmarès

### Per la Russia
- Europei

Budapest 2020: oro nei 400m misti.
- Europei in vasca corta

Glasgow 2019: argento nei 400m misti.
Kazan' 2021: oro nei 400m misti.
- Mondiali giovanili

Budapest 2019: argento nei 400m misti.
- Europei giovanili

Kazan' 2019: argento nei 400m misti.
- Festival olimpico della gioventù europea

Baku 2019: oro nei 200m misti, nei 400m misti e nella 4×100m misti mista, argento nella 4×100m sl.

### Per la Federazione russa di nuoto
- Mondiali in vasca corta

Abu Dhabi 2021: argento nei 400m misti.

### Come atleta neutrale
- Mondiali

Singapore 2025: bronzo nei 400m misti.
- Mondiali in vasca corta

Budapest 2024: oro nei 400m misti.